# ژان کلود کلوئه
ژان کلود کلوئه (انگلیسی: Jean-Claude Cloët؛ زادهٔ ۱۱ ژوئیهٔ ۱۹۵۱ ‏(۷۳ سال)) بازیکن فوتبال اهل فرانسه است.
از باشگاه‌هایی که در آن بازی کرده‌است می‌توان به باشگاه فوتبال نانسی، باشگاه فوتبال کن، و باشگاه فوتبال والنسین اشاره کرد.